# Mann Egerton
Mann Egerton & Co. war ein britisches Karosseriebauunternehmen.

## Unternehmensgeschichte
Gerard Mann bzw. Gerald Mann übernahm 1899 ein Elektrounternehmen. Hubert Egerton, der vorher Fahrzeuge von De Dion-Bouton verkaufte, trat 1900 in das Unternehmen ein. Die beiden verkauften Autos und stellten ab 1901 Karosserien her.
1905 gründeten sie das Unternehmen als Limited. Ab 1909 verkauften sie Fahrzeuge von Rolls-Royce und stellten auch selber Karosserien dafür her. Das war der Beginn einer langen Zusammenarbeit.
Während des Ersten Weltkriegs entstanden Flugzeuge nach Lizenzen der De Havilland Aircraft Company und anderer. Außerdem wurde eine Abteilung für landwirtschaftliche Geräte eröffnet, die sich gut entwickelte.
Nach dem Krieg stellte der Karosseriebau nur einen kleinen Teil der Aktivitäten dar, wenngleich er für viel Prestige sorgte. In den Jahren zwischen den Kriegen wurde jedes Jahr ein selbst karosserierter Rolls-Royce auf der Automobilausstellung in London präsentiert. Die Fahrgestelle kamen außerdem von Armstrong Siddeley, Austin Motor Company, Bentley (bis 1931), Daimler Motor Company, Humber, Minerva Motors, Sunbeam und Vauxhall Motors (bis 1925). 1939 endete die Karosserieproduktion.
Während des Zweiten Weltkriegs wurden Ambulanz-Karosserien für den Austin K2 gefertigt.
1951 wurde ein Fahrzeug auf Basis des Austin A125 auf einer Automobilausstellung präsentiert.
Für 1961 sind 2200 Mitarbeiter überliefert. 1973 wurden Teile des Unternehmens von Inchcape übernommen, 1986 wurde es aufgelöst.

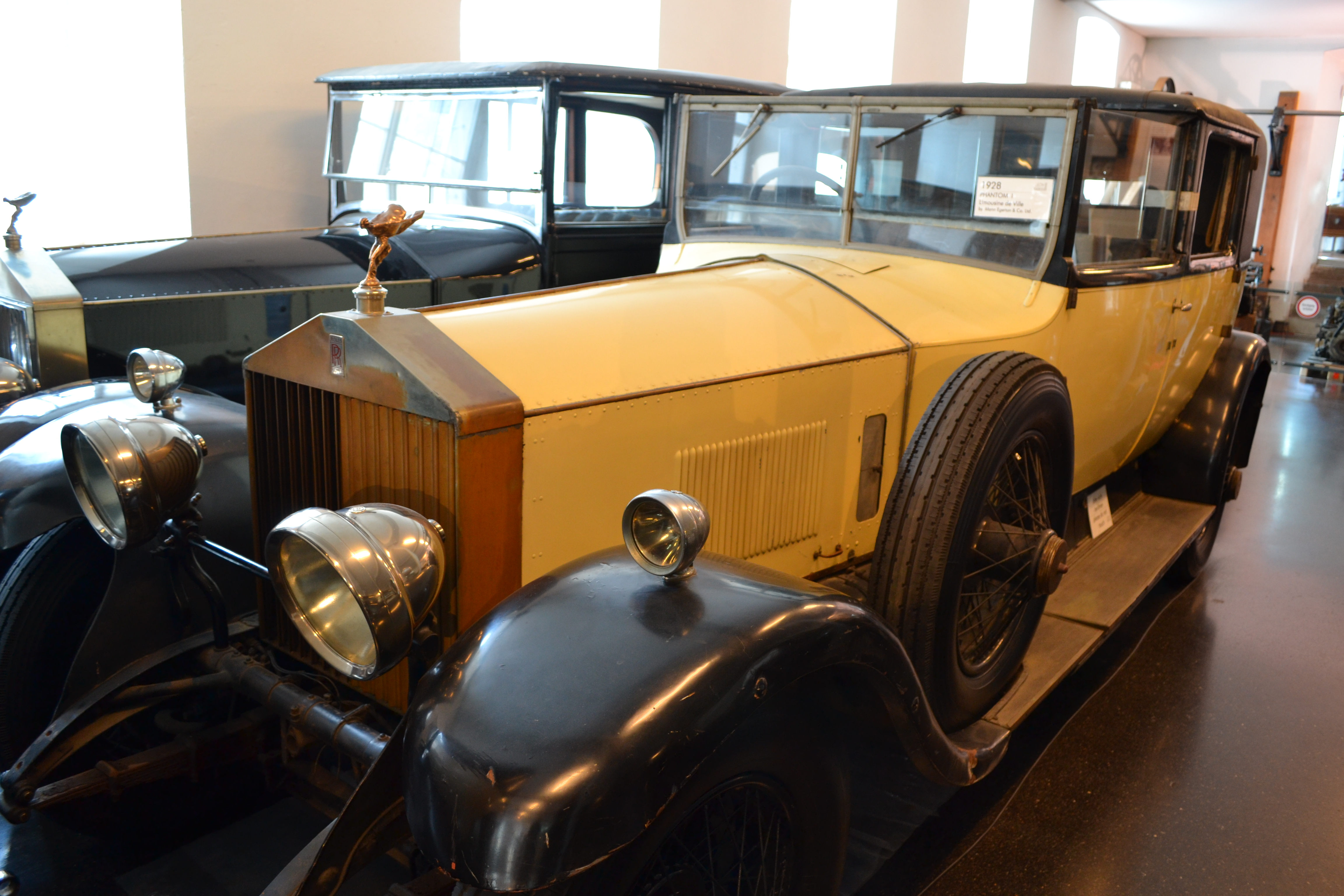
Rolls-Royce Phantom I von 1928 im Rolls-Royce-Museum in Dornbirn
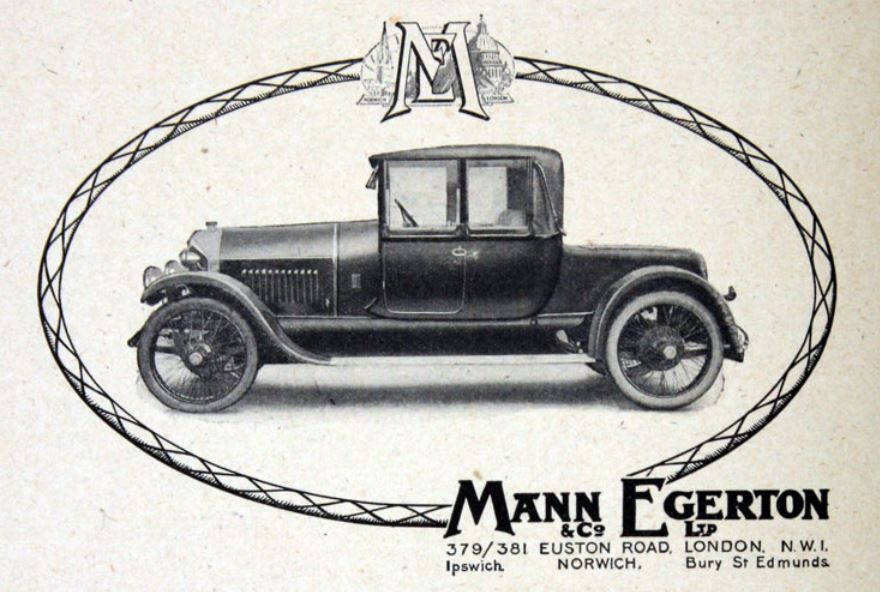
Anzeige für einen Crossley von 1919/20
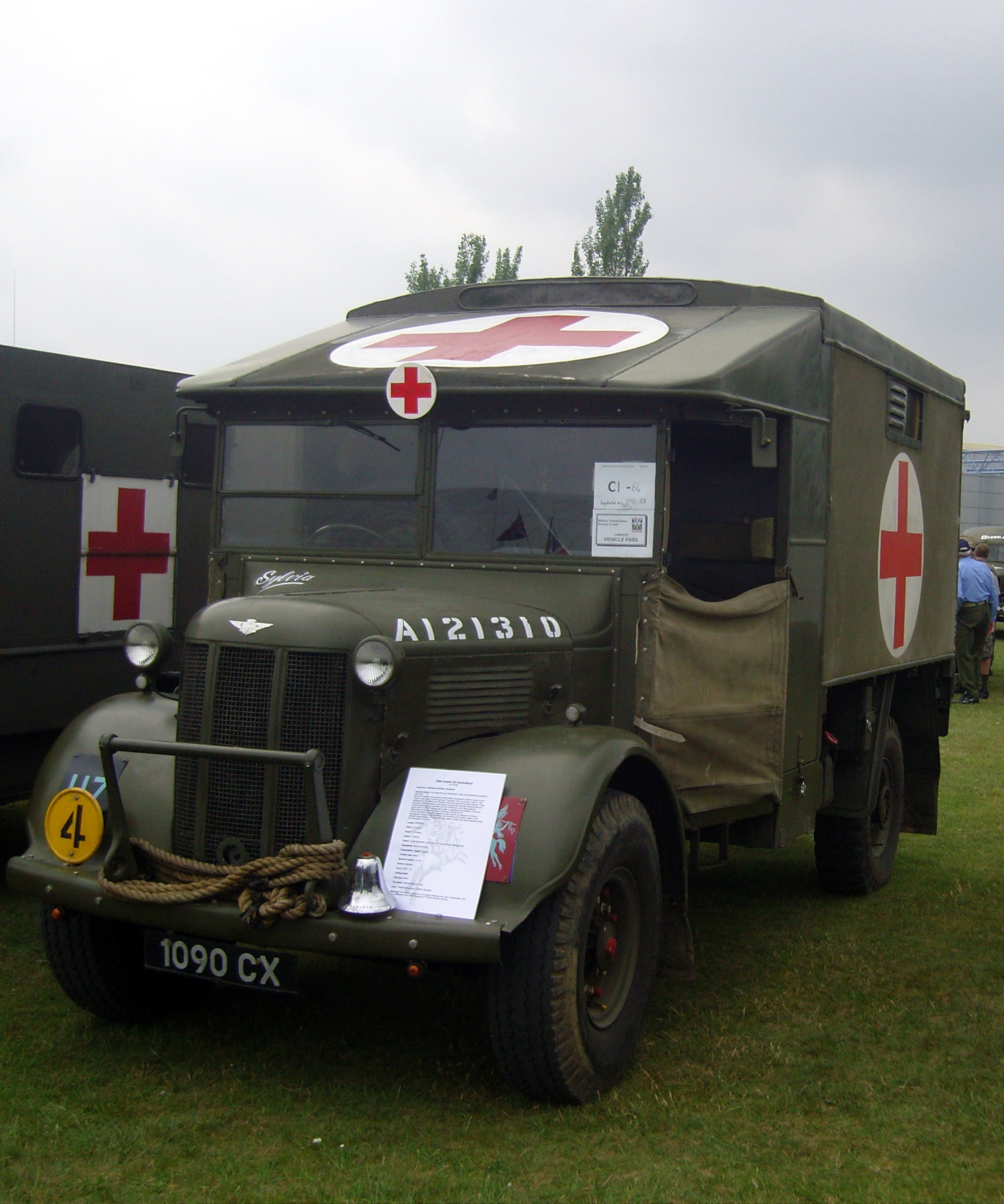
Austin K2
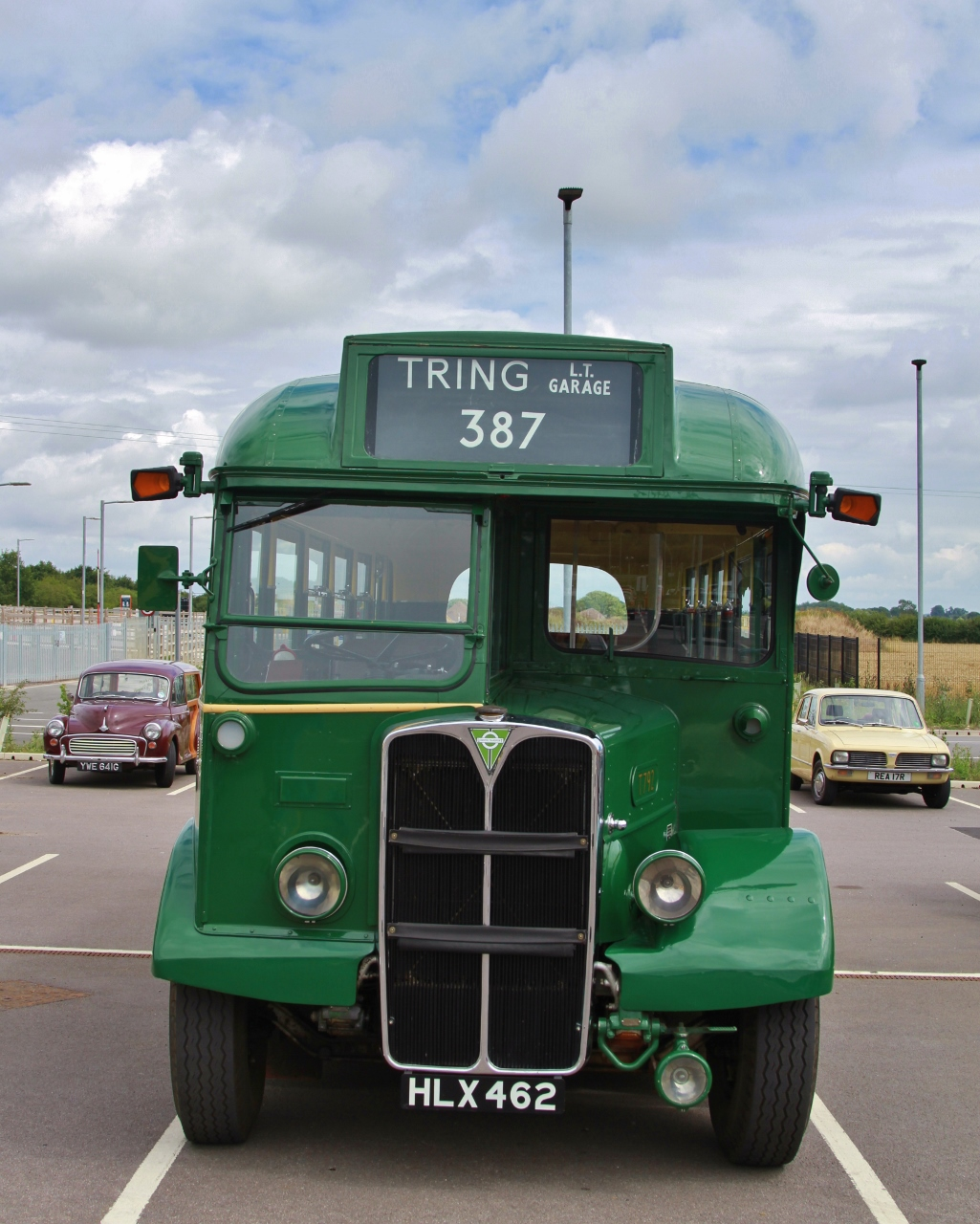
Omnibus auf Basis AEC Regal von 1948